# Voyage dans les Quatre Principales Îles des Mers d'Afrique
Voyage dans les Quatre Principales Îles des Mers d'Afrique (abreviado Voy. Iles Afrique) es un libro con descripciones botánicas, escrito por el  oficial francés naturalista y geógrafo, notablemente interesado en la vulcanología, botánica y sistemática, Jean-Baptiste Bory de Saint-Vincent. El libro fue editado París en tres volúmenes en el año 1804.